# 崂山县
崂山县，中华人民共和国山东省青岛市旧县名。
1961年由崂山郊区改置，治所在今李沧区李村街道。1988年撤销，改设崂山区。 